# Hanjin Shipping
Hanjin Shipping Co., Ltd. (кор. 한진해운), одна из крупнейших южнокорейских судоходных компаний. Штаб-квартира расположена в городе Сеул, Южная Корея. Являясь дочерней компанией Hanjin Group Архивировано 1 августа 2012 года., Hanjin Shipping в свою очередь имеет собственные дочерние компании такие как: Hanjin Logistics, Keoyang Shipping, Senator Lines, и CyberLogitec. Hanjin Shipping входит в ТОП 10 мировых компаний, занимающихся контейнерными перевозками, и ежегодно перевозит более 100 млн. тонн грузов по всему миру. Флот компании насчитывает около 170 контейнеровозов и сухогрузов.

## История
- В мае 1977 года человеком по имени Choong Hoon Cho была основана компания под названием Hanjin Container Lines Ltd.(HJCL). Под таким именем она просуществовала до декабря 1988 года, когда произошло слияние HJCL c KSC, вследствие чего первая была переименована в Hanjin Shipping Co., Ltd. (HJS).
- В октябре 1978 года были организованы регулярные рейсы перевозок в страны Ближнего Востока. Данное направление получило название «Chongsuk».
- В марте 1979 года началось обслуживание Западного побережья США, а в сентябре 1983 года были запущены еженедельные рейсы для данного направления.
- В апреле 1986 года начались регулярные рейсы на Восточное побережье США, а в ноябре того же года был открыт специальный терминал в Сиэтле.
- В январе 1989 года Hanjin Shipping вышли из состава FEFC, чтобы в марте того же года присоединиться к Transpacific Stabilization Agreement (TSA).
- В январе 1990 года компания приобрела балкер под названием «Hanjin Pittsburg» предназначенный для перевозки горячего агломерата. Его полная грузоподъёмность в тоннах составила 38,393ДФЭ. В июле 1990 года была впервые применена Hanjin Container Computerized Online System (HANCOS). В ноябре 1990 года штаб-квартира главного европейского регионального управления Hanjin Shipping была перенесена из Лондона в Гамбург.
- В январе 1991 года был запущен маятниковый рейс Европа – Азия – Западное побережье США. В марте был открыт специализированный терминал Pier-C на Long Beach, Калифорния, США. В мае того же года Hanjin Shipping были выбраны в качестве операционной компании Korea Gas Corporation (KOGAS) для перевозки сжиженного природного газа. А в октябре стартовала программа для сотрудников компании под названием «На борту вместе с семьей».
- В мае 1992 года судно под названием «Hanjin Osaka» стало первым в Корее судном грузоподъёмностью 4 000ДФЭ. В октябре компания выпустила собственный журнал – «Hanjin Haeun». А в декабре того же года Hanjin Shipping стала первой корейской судоходной компанией, чей общий объём продаж превысил 1 триллион KRW.
- В январе 1993 года компания приобрела первое учебное судно грузоподъёмностью 4 000ДФЭ, которое называлось «Hanjin Malta». В августе того же года компания получила награду Lloyd’s Loading List’s Star Performer Award за надёжность на рынке Дальний Восток – Европа.
- В январе 1995 года Hanjin Shipping построила глобальную сервисную сеть и открыла трансатлантический маршрут. В феврале того же года Hanjin Shipping приобретает Keoyang Shipping. В апреле началось обслуживание маршрута Китай – Европа. А в сентябре компания приобрела первый корейский мембранный газовоз «Hanjin Pyeongtaek».
- В январе 1996 года был запущен официальный интернет-сайт компании www.hanjin.com Архивная копия от 19 ноября 2016 на Wayback Machine. В марте 1996 года была нанята на службу первая в Корее женщина морской офицер. А в июне того же года в эксплуатацию поступило судно «Hanjin London» грузоподъёмностью 5 000ДФЭ.
- В феврале 1997 года компания подписала соглашение о приобретении  DSR-Senator.
- В марте 1998 года был сформирован объединённый альянс совместно с DSR-Senator, Choyang Shipping и United Arab Shipping Company (UASC). В июле были адаптированы глобальные IT системы (NIS).
- В марте 2000 года была создана дочерняя IT компания CyberLogitec Co., Ltd.
- В апреле 2001 года был создан общий международный терминал (TTI), а в июне – основана дочерняя компания Hanjin Logistics (HJL).
- В июне 2002 года компанией Hanjin Shipping был приобретён сертификат промышленного стандарта безопасности Industry Safety Standard for OHSAS 18001. В сентябре того же года открыт специализированный терминал Pier-T на Long Beach, Калифорния, США.
- В январе 2003 года Hanjin Shipping стала членом альянса CKYH. В марте 2003 года Hanjin Shipping совместно с дочерней компанией Hanjin Logistics (HJL) запустила новую логистическую службу 3rd Party.
- В сентябре 2005 года Hanjin Shipping вошла в список 400 компаний Forbes.
- В сентябре 2006 года была основана Hanjin Ship Management – компания по управлению судами.
- В мае 2007 года на Qushan Island, China  компанией был построен крупнейший в мире судоремонтный двор.
- В июле 2008 года Hanjin Shipping договорились о слиянии со своей дочерней компанией Keoyang Shipping занимающейся балкерными перевозками.
- В мае 2009 года началась фаза 2-1 операции по постройке нового портового терминала в г. Пусан, Южная Корея. А 1 декабря был основан Hanjin Shipping Holdings.
- В апреле 2010 года состоялся запуск новой передовой IT системы  Advanced Logistics Pathfinder System (ALPS). В июне 2010 года был введён в эксплуатацию контейнеровоз «Hanjin Korea» – он стал первым контейнеровозом, грузоподъёмность которого составила  10 000ДФЭ. В Июле того же года был открыт специализированный терминал в г. Альхесирас, Испания.
- В марте 2011 года поступил в эксплуатацию первый собственный балкер компании под названием «Hanjin Ras Tanura», а также открыт международный терминал «Tan Cang Cai Mep» во Вьетнаме.
- В марте 2012 года компания получила в своё распоряжение контейнеровоз «Hanjin Sooho» грузоподъёмностью 13 100ДФЭ. В апреле альянс CKYH начал совместную работу с  Evergreen on Asia-Europe/Mediterranean Trade. В августе 2012 года по итогам второго квартала Hanjin Shipping занимает первое место в мире по надёжности расписания судов. В октябре того же года Hanjin Shipping была названа лучшей в сфере транспорта компанией по Промышленному индексу Доу Джонса. А в декабре Hanjin Shipping стала первой корейской судоходной компанией, общий объём продаж которой составил 10 триллионов KRW.
- В феврале 2013 года компания занимает первое место в мире по надёжности контейнерных перевозок. В октябре этого года компания также подписывает соглашение «О совместном исследовании технологий по снижению расхода топлива для контейнеровозов». Данное соглашение было подписано совместно с Korean Register of Shipping, Samsung Heavy Industries и Hyundai Heavy Industries. А в декабре компания заключает долгосрочные контракты с KOSPO (Korea Southern Power Co., Ltd.).
- В марте 2014 альянс CKYH был переименован в альянс CKYHE в связи с вступлением в него Evergreen on Asia-Europe/Mediterranean Trade. В апреле кресло председателя и по совместительству главного исполнительного директора компании занял Г-н. Yang Ho Cho.

И в мае 2014 года Hanjin Shipping также отпраздновала свою 37 годовщину.
- В марте 2015 года совместно с Hyundai Merchant Marine и Ян Мин Хай Юнь был запущено обслуживание маршрута Дальний Восток – Латинская Америка.
- В августе 2016 компания подала на банкротство, введено внешнее управление.

## Услуги

### Контейнерные перевозки
В год Hanjin Shipping перевозит контейнеров общим весом примерно 3,7 млн. ДФЭ. Выдавать такой объём производства  компании позволяют 104 контейнеровоза, которые находятся под её руководством. Свой первый контейнеровоз «Hanjin Korea» грузоподъёмностью 10 000 ДФЭ Hanjin Shipping ввела в эксплуатацию в 2010 году. 

### Балкерные перевозки
В марте 2011 года поступил в эксплуатацию первый собственный балкер компании. Hanjin Shipping перевозит различное сырьё посредством заключения договоров  фрахтования с другими компаниями. Корабли данного подразделения занимаются в основном транспортировкой сжиженного газа, сырой нефти и других химикатов. 

### Терминалы
Терминалы данной компании расположены по всему миру. Всего их насчитывается 14: 4 в Корее, 2 в США, 2 в Японии, остальные 6 расположены на территории таких стран как Испания, Тайвань, Вьетнам и Бельгия.

### Рефрижераторные грузоперевозки
Компания владеет также контейнерами рефрижераторами. Данная услуга была запущена в июле 1986 года.

## Сеть обслуживания
Hanjin Shipping полностью посвящает себя содействию бизнесу клиентов во всех отраслях и предоставляет услуги по 60 маршрутным направлениям в 35 странах мира, связывая более 90 крупнейших портов и 6 000 пунктов назначения по всему миру. 

### Направления маршрутов

#### Америка
Западное и Восточное побережья США.

#### Европа
Северная Европа, Средиземное море, Трансатлантическое направление, перевозки внутри Европы (Северная Испания, Гибралтарский пролив, Центрально-Восточная Европа – Турция, Центрально-Восточная Европа – Левант).

#### Азия
Акватория Красного моря – Средне-Восточная Азия, Индия, перевозки внутри Азии (Корея – Филиппины – Индонезия, Китай – Корея – Индонезия, Китайские проливы, Корея – Индонезия, Центральный Китай – Хайфон, Новый Хошимин, Бангкок – Корея, Япония – Индонезия, Финикс, Вьетнам – Таиланд, Циндао – коридор Сеул-Инчхон). 

## Задачи и перспективы
На данный момент компания имеет 4 региональных штаба в США, Европе, Юго-Восточной и Западной Азии, 6 000 глобальных штабов, а также 14 терминалов в крупнейших портах мира, что помогает ей вносить свой вклад  в развитие логистической сети международного уровня.
Приоритетным направлением для компании является обеспечение безупречного обслуживания, поэтому Hanjin Shipping фокусирует своё внимание не только на экологически безопасном эксплуатировании судов, но и на наукоёмких технологиях, таких как автоматизация  контейнерного терминала.
Кроме того, компания делает всё возможное для исполнения своей корпоративной социальной ответственности путём участия в развитии и усовершенствовании международного сообщества и судоходной отрасли в целом.
Помимо уже существующих маршрутных направлений, в скором будущем планируется также открыть 2 новых: Латинская Америка и Африка.
Цель Hanjin Shipping – стать глобальным лидером логистики. Цитата с сайта: «Мы сделаем все возможное, чтобы полностью удовлетворить потребности клиентов и продолжить играть роль ведущей мировой компании по транспортировке грузов». 

## Доходы
Отчёт от 2 февраля 2016, Сеул, Корея, Hanjin Shipping announces 2015 business results, в 2015 году объём продаж Hanjin Shipping составил 6.86 млрд.USD. Из них операционный доход – 41 млн.USD, и чистая прибыль – 6 млн.USD.
Общий объём продаж в сфере контейнерных перевозок составил 6.3 млрд.USD, что на 14,7% ниже, чем в 2014 году. Операционный доход в данной сфере составил 119 млн.USD.
Подразделению балкеров удалось сократить свой операционный убыток до 39.6%, принеся компании 93 млн.USD.
Операционная прибыль других подразделений в 2015 году составила 15 млн.USD.

### Доля компании в ВВП страны
ВВП Республики Корея за 2013 год составил 1.305 триллиона USD. Объём продаж Hanjin Shipping в 2013 году составил 9.43 млрд.USD. Путём несложных подсчётов можно сделать вывод о том, что доля компании в ВВП страны составляет примерно 0.72%. 

## Иллюстрации
- Hanjin Ottawa
- Hanjin Oslo проходит под мостом Астория — Меглер
- Hanjin Athens проходит Lühe
- Гружёный контейнеровоз выходит из порта Puget Sound